# Ems-Halle
La Ems-Halle est une salle omnisports située dans le centre d'Emsdetten en Rhénanie-du-Nord-Westphalie en Allemagne. La salle est principalement utilisée pour les rencontres de handball.

## Liste des équipes sportives
- Handball : TV Emsdetten